# Amerdingen

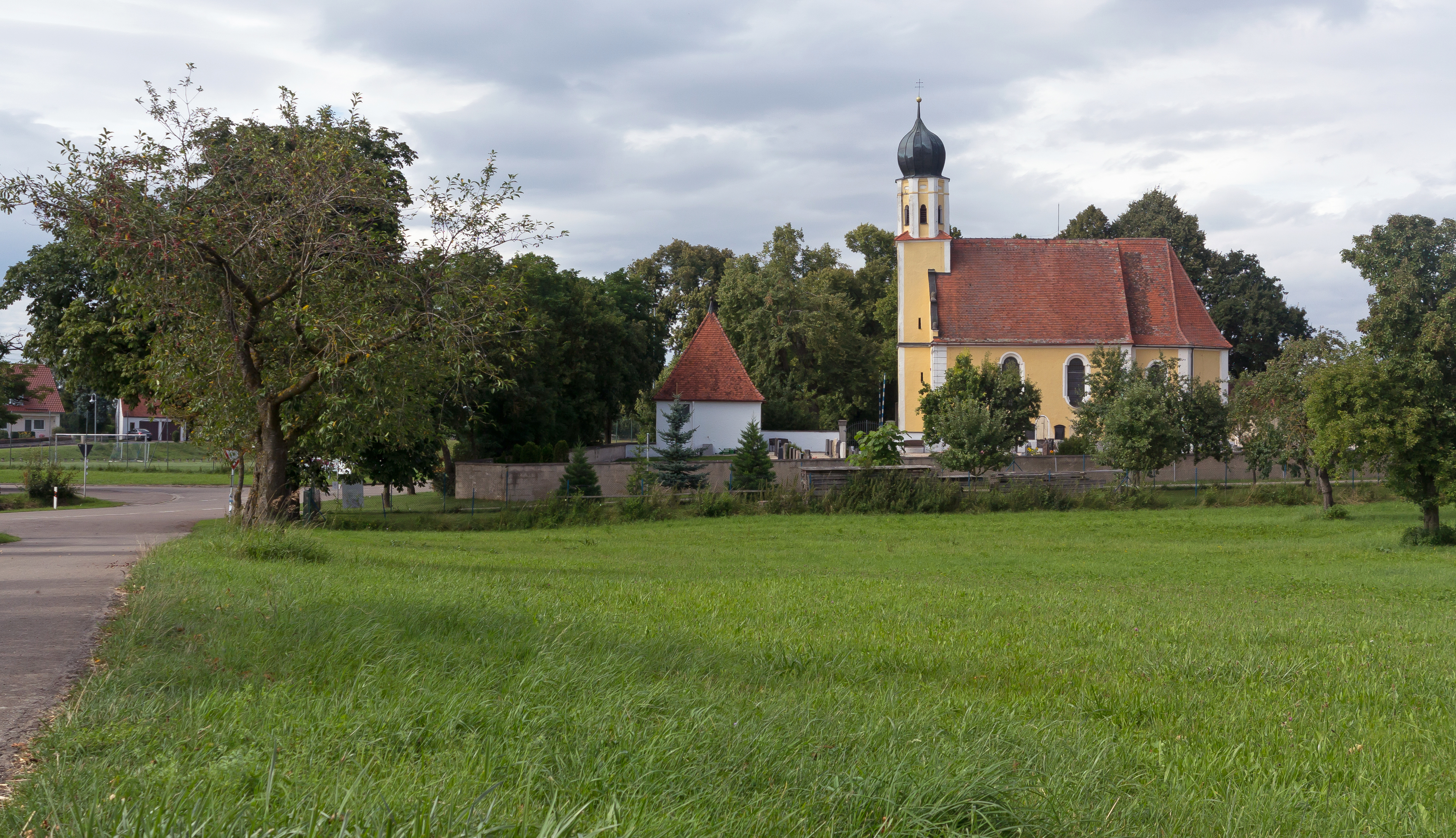
Kapelle St. Anna

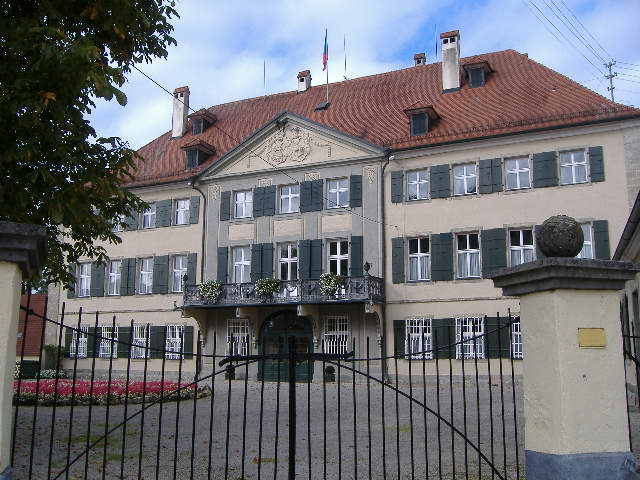
Schloss Amerdingen

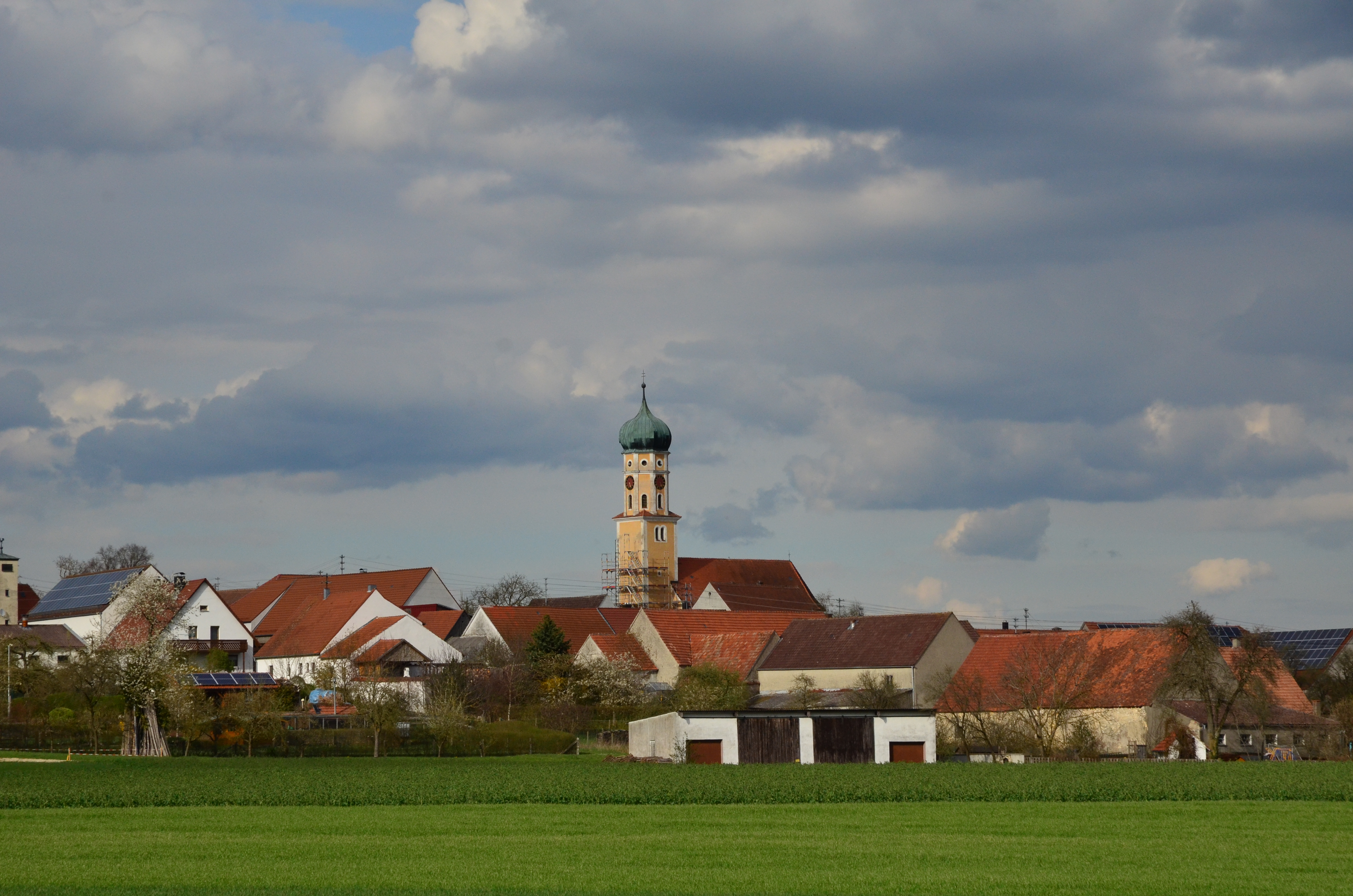
Gemeindeteil Bollstadt

Amerdingen ist eine Gemeinde im schwäbischen Landkreis Donau-Ries. Die Gemeinde ist Mitglied der Verwaltungsgemeinschaft Ries.

## Geografie
Amerdingen ist ein Teil der Planungsregion Augsburg und liegt an der Kessel. Im Süden grenzt es an den Landkreis Dillingen.
Es gibt vier Gemeindeteile (in Klammern ist der Siedlungstyp angegeben):
- Amerdingen (Pfarrdorf)
- Bollstadt (Pfarrdorf)
- Seelbronn (Einöde)
- Sternbach (Einöde)

Das Gemeindegebiet gliedert sich in die zwei Gemarkungen Amerdingen und Bollstadt.
Geologisch gehört das Gebiet zur Riesalb, dem östlichsten, nur mehr hügeligen Ausläufer der Schwäbischen Alb.

## Geschichte

### Bis zur Gemeindegründung
Amerdingen war vor 1806 Sitz der gleichnamigen Herrschaft und gehörte den Freiherren Schenk von Stauffenberg. Die von Ludwig II. von Bayern im 19. Jahrhundert in den Grafenstand erhobenen Stauffenberger sind noch immer die größten Grundbesitzer in Amerdingen und gleichzeitig Bewohner des Schlosses im Ort. Alle lebenden Schenken von Stauffenberg entstammen der so genannten „Amerdinger Linie“. Sie sind Nachfahren des Schenken Hans von Stauffenberg, der 1566 das Rittergut Amerdingen durch Heirat mit Barbara von Westernach erwarb.
Amerdingen lag zwischen dem Herzogtum Pfalz-Neuburg und der Grafschaft Oettingen, die landesherrliche Rechte über Amerdingen innehatten. Mit dem Inkrafttreten der Rheinbundakte 1806 fiel der Ort an das Königreich Bayern.

### Familie Stauffenberg
Zu den Nachfahren des ersten Amerdinger Stauffenberg, Hans von Stauffenberg, zählt auch Claus Schenk Graf von Stauffenberg, der am 20. Juli 1944 das erfolglose Attentat auf Adolf Hitler gewagt und mit dem Leben bezahlt hat.

### Eingemeindungen
Im Zuge der Gebietsreform in Bayern wurde am 1. Mai 1978 wurde die Gemeinde Bollstadt eingegliedert.

### Einwohnerentwicklung
Zwischen 1988 und 2018 wuchs die Gemeinde von 795 auf 841 um 46 Einwohner bzw. um 5,8 %.
| Jahr | Einwohner |
| ---- | --------- |
| 1961 | 840       |
| 1970 | 824       |
| 1987 | 789       |
| 1991 | 871       |
| 1995 | 873       |
| 2000 | 852       |
| 2005 | 872       |
| 2010 | 845       |
| 2015 | 851       |
| 2023 | 880       |

## Politik

### Gemeinderat und Bürgermeister
Im Gemeinderat hat in der Amtszeit 2020 bis 2026 die Dorfgemeinschaft (DG) Amerdingen fünf Sitze (Stimmenanteil 58,6 %) und die Freie Wählergemeinschaft (FWG) Bollstadt drei Sitze (41,4 %). Die Wahlbeteiligung bei der Wahl vom 15. März 2020 lag bei 80,2 %.
Erster Bürgermeister war ab Mai 1996 Hermann Schmidt (DG); als Nachfolger wurde Xaver Berchtenbreiter (FWG) gewählt, der seit 1. Mai 2020 im Amt ist.

### Wappen
| | Blasonierung: „In Blau der golden nimbierte hl. Vitus in silbernem Gewand mit schwarzem Skapulier, der aus einem goldenen Ölkessel aufwächst.“ |
| Wappenbegründung: St. Vitus ist der Kirchenpatron. Der Kessel (siedendes Öl enthaltend) spielt auf sein Martyrium an. Wappenführung seit 1959 | |

## Kultur und Sehenswürdigkeiten

### Bauwerke
- Katholische Pfarrkirche St. Veit
- Schloss Amerdingen der Grafen von Stauffenberg aus dem 18. Jahrhundert
- Fernmeldeturm Bollstadt

### Bau- und Bodendenkmäler

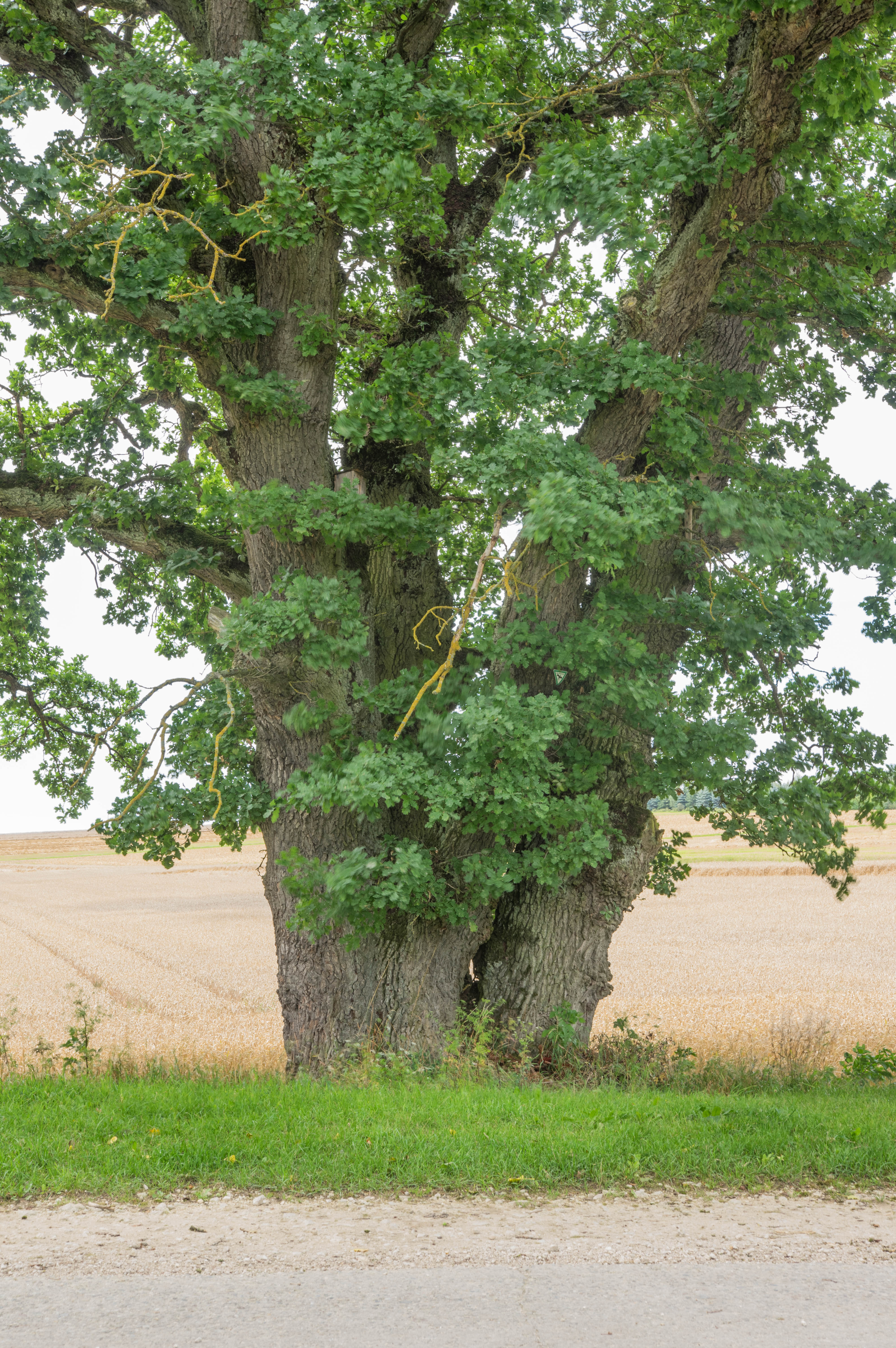
Viergriffige (Viergrifflige) Eiche

### Naturdenkmal Viergriffige Eiche
⊙
Die auch als „Viergrifflige Eiche“ bezeichnete Stieleiche steht ca. 1,5 km südlich des Orts an einem Wirtschaftsweg im freien Feld.
Der als Naturdenkmal (ND-06554) geschützte und in die Liste markanter und alter Baumexemplare in Deutschland eingetragene Baumveteran ist ein aus vier Stämmen zusammengewachsener Baum, darum „Viergrifflig“. Drei der Stämmlinge sind bis zu einer Höhe von etwa zwei Metern miteinander verwachsen. Ein vierter Stamm, welcher noch am Boden auch mit dem Grundstamm verwachsen ist, löst sich schon nach knapp einem Meter komplett von den anderen dreien ab.
Das Alter der markanten Eiche wird auf etwa 250 Jahre geschätzt. Der Baum erreichte bei Messung im Jahr 2019 eine Höhe von 21 m bei einem Kronendurchmesser von 20 m. Die Maßangaben für den Stammumfang sind strittig und weichen deutlich voneinander ab; sie reichen von 6,87 m (Brusthöhenumfang) bei „Monumentale Eichen“, über 7,75 m (Basisumfang) als Wert der Unteren Naturschutzbehörde, bis zu 8,09 m (Messhöhe 1 m) in der Naturdenkmalliste.

## Wirtschaft und Infrastruktur

### Wirtschaft
2017 gab es in der Gemeinde 126 sozialversicherungspflichtige Arbeitsplätze. Von der Wohnbevölkerung standen 382 Personen in einem versicherungspflichtigen Beschäftigungsverhältnis. Damit war die Zahl der Auspendler um 256 Personen größer als die der Einpendler. Zehn Einwohner waren arbeitslos gemeldet.
2016 gab es elf landwirtschaftliche Betriebe mit einer landwirtschaftlich genutzte Fläche von insgesamt 400 Hektar.

### Bildung
In der Gemeinde gibt es folgende Einrichtungen:
- Eine Kindertagesstätte mit 55 Plätzen und 53 betreuten Kindern, davon sieben unter drei Jahren (Stand 1. März 2018)
- Die Grundschule Amerdingen mit drei Lehrern und 49 Schülern (Schuljahr 2019/20)[9]

## Söhne und Töchter der Gemeinde
- Alfred Schenk Graf von Stauffenberg (1860–1936), Oberhofmarschall des Königs Wilhelm II. von Württemberg